# Víktor Mikhaltxuk
Víktor Mikhaltxuk   (Barnaül, 5 de febrer de 1946) és un ex-jugador de voleibol ucraïnès que va competir sota bandera soviètica durant la dècada de 1960.
El 1968 va prendre part en els Jocs Olímpics de Ciutat de Mèxic, on guanyà la medalla d'or en la competició de voleibol. En el seu palmarès també destaquen una medalla d'or i una de bronze a la Copa del Món de voleibol de Polònia 1965 i 1969 respectivament, i una d'or al Campionat d'Europa de 1967.
A nivell de clubs guanyà la copa soviètica de 1976 amb el CGC Odessa. Un cop retirat exercí d'entrenador en nombrosos equip nacionals i estrangers, i també de la selecció ucraïnesa.